# Легка атлетика на літніх Олімпійських іграх 2016 — біг на 1500 метрів (жінки)
Змагання з легкої атлетики в бігові на 1500 метрів серед жінок на літніх Олімпійських іграх 2016 відбуваються від 12 до 16 серпня на Олімпійському стадіоні Жоао Авеланжа.

## Рекорди
Станом на 12 серпня 2016 світовий і олімпійський рекорди були такими:
| Світовий рекорд     | Гензебе Дібаба (ETH) | 3:50.07 | Фонтвілль, Монако    | 17 липня 2015  |
| Олімпійський рекорд | Паула Іван (ROU)     | 3:53.96 | Сеул, Південна Корея | 26 серпня 1988 |

## Розклад змагань
Час місцевий (UTC−3).
| Дата                | Час   | Раунд            |
| ------------------- | ----- | ---------------- |
| П'ятниця, 12 серпня | 20:30 | Попередні забіги |
| Неділя, 14 серпня   | 21:30 | Півфінали        |
| Вівторок, 16 серпня | 22:30 | Фінал            |

## Результати

### Попередні забіги
У півфінал виходять по 6 перших учасниць з кожного забігу (Q), а також 6 найшвидших серед решти місць (q).

#### Забіг 1
| Місце | Спортсменка                   | Країна                    | Час     | Примітки |
| ----- | ----------------------------- | ------------------------- | ------- | -------- |
| 1     | Гензебе Дібаба                | Ефіопія (ETH)             | 4:10.61 | Q        |
| 2     | Сієра Мегіен                  | Ірландія (IRL)            | 4:11.51 | Q        |
| 3     | Бренда Мартінес               | США (USA)                 | 4:11.74 | Q        |
| 4     | Лінден Голл                   | Австралія (AUS)           | 4:11.75 | Q        |
| 5     | Ангеліка Ціхоцька             | Польща (POL)              | 4:11.76 | Q        |
| 5     | Констанца Клостерхалфен       | Німеччина (GER)           | 4:11.76 | Q        |
| 7     | Гіларі Стеллінгверфф          | Канада (CAN)              | 4:12.00 |          |
| 8     | Морін Костер                  | Нідерланди (NED)          | 4:13.15 |          |
| 9     | Сігам Гілалі                  | Марокко (MAR)             | 4:13.46 |          |
| 10    | Амела Терзіч                  | Сербія (SRB)              | 4:15.17 |          |
| 11    | Ненсі Чепквемой               | Кенія (KEN)               | 4:15.41 |          |
| 12    | Марта Пен                     | Португалія (POR)          | 4:18.53 |          |
| 13    | Сарасваті Бхаттараї           | Непал (NEP)               | 4:33.94 | NR       |
| 14    | Сельма де Граса Соарес Бонфім | Сан-Томе і Принсіпі (STP) | 4:38.86 |          |

#### Забіг 2
| Місце | Спортсменка           | Країна                | Час     | Примітки |
| ----- | --------------------- | --------------------- | ------- | -------- |
| 1     | Сіфан Гассан          | Нідерланди (NED)      | 4:06.64 | Q        |
| 2     | Фейт Кіп'єгон         | Кенія (KEN)           | 4:06.65 | Q        |
| 3     | Софія Еннауі          | Польща (POL)          | 4:06.90 | Q        |
| 4     | Дженніфер Сімпсон     | США (USA)             | 4:06.99 | Q        |
| 5     | Маліка Аккауі         | Марокко (MAR)         | 4:07.42 | Q, SB    |
| 6     | Бесу Садо             | Ефіопія (ETH)         | 4:08.11 | Q        |
| 7     | Лора Вейтман          | Велика Британія (GBR) | 4:08.37 | q        |
| 8     | Дженні Бланделл       | Австралія (AUS)       | 4:09.05 | q        |
| 9     | Габріелла Стаффорд    | Канада (CAN)          | 4:09.45 |          |
| 10    | Мур'єль Конео         | Колумбія (COL)        | 4:09.50 |          |
| 11    | Тігіст Гешов          | Бахрейн (BRN)         | 4:10.96 |          |
| 12    | Флоріна Пьєрдевара    | Румунія (ROU)         | 4:11.55 | SB       |
| 13    | Ніккі Гамблін         | Нова Зеландія (NZL)   | 4:11.88 |          |
| 14    | Анжеліна Нада Лохаліт | Збірна біженців (ROT) | 4:47.38 |          |

#### Забіг 3
| Місце | Спортсменка          | Країна                           | Час     | Примітки |
| ----- | -------------------- | -------------------------------- | ------- | -------- |
| 1     | Давіт Сеяум          | Ефіопія (ETH)                    | 4:05.33 | Q        |
| 2     | Шеннон Ровбері       | США (USA)                        | 4:06.47 | Q        |
| 3     | Лора Муір            | Велика Британія (GBR)            | 4:06.53 | Q        |
| 4     | Рабабе Арафі         | Марокко (MAR)                    | 4:06.63 | Q        |
| 5     | Мераф Бахта          | Швеція (SWE)                     | 4:06.82 | Q        |
| 6     | Зої Бакман           | Австралія (AUS)                  | 4:06.93 | Q        |
| 7     | Ніколь Сіфуентес     | Канада (CAN)                     | 4:07.43 | q        |
| 8     | Віола Лагат          | Кенія (KEN)                      | 4:08.09 | q        |
| 9     | Данута Урбанік       | Польща (POL)                     | 4:08.67 | q        |
| 10    | Діана Зуєв           | Німеччина (GER)                  | 4:09.07 | q        |
| 11    | Маргеріта Маньяні    | Італія (ITA)                     | 4:09.74 |          |
| 12    | Кадра Мохамед Дембіл | Джибуті (DJI)                    | 4:42.67 |          |
| 13    | Нелія Мартінс        | Східний Тимор (TLS)              | 5:00.53 |          |
|       | Бетлем Десалегн      | Об'єднані Арабські Емірати (UAE) |         | DNS      |

### Півфінали

#### Забіг 1
| Місце | Спортсменка    | Країна                | Час     | Примітки |
| ----- | -------------- | --------------------- | ------- | -------- |
| 1     | Фейт Кіп'єгон  | Кенія (KEN)           | 4:03.95 | Q        |
| 2     | Давіт Сеяум    | Ефіопія (ETH)         | 4:04.23 | Q        |
| 3     | Шеннон Ровбері | США (USA)             | 4:04.46 | Q        |
| 4     | Бесу Садо      | Ефіопія (ETH)         | 4:05.19 | Q        |
| 5     | Лора Вейтман   | Велика Британія (GBR) | 4:05.28 | Q        |
| 6     | Софія Еннауі   | Польща (POL)          | 4:05.29 | q        |
| 7     | Рабабе Арафі   | Марокко (MAR)         | 4:05.60 | q        |
| 8     | Лінден Холл    | Австралія (AUS)       | 4:05.81 |          |

#### Забіг 2
| Місце | Спортсменка       | Країна                | Час     | Примітки |
| ----- | ----------------- | --------------------- | ------- | -------- |
| 1     | Гензебе Дібаба    | Ефіопія (ETH)         | 4:03.06 | Q        |
| 2     | Сіфан Гассан      | Нідерланди (NED)      | 4:03.62 | Q        |
| 3     | Лора Муір         | Велика Британія (GBR) | 4:04.16 | Q        |
| 4     | Дженніфер Сімпсон | США (USA)             | 4:05.07 | Q        |
| 5     | Мераф Бахта       | Швеція (SWE)          | 4:06.41 | Q        |
| 6     | Віола Лагат       | Кенія (KEN)           | 4:06.83 |          |
| 7     | Ніколь Сіфуентес  | Канада (CAN)          | 4:08.53 |          |
| 8     | Маліка Аккауі     | Марокко (MAR)         | 4:08.55 |          |

### Фінал
| Місце | Спортсменка       | Країна                | Час     | Примітки |
| ----- | ----------------- | --------------------- | ------- | -------- |
| 1     | Фейт Кіп'єгон     | Кенія (KEN)           | 4:08.92 |          |
| 2     | Гензебе Дібаба    | Ефіопія (ETH)         | 4:10.27 |          |
| 3     | Дженніфер Сімпсон | США (USA)             | 4:10.53 |          |
| 4     | Шеннон Ровбері    | США (USA)             | 4:11.05 |          |
| 5     | Сіфан Гассан      | Нідерланди (NED)      | 4:11.23 |          |
| 6     | Мераф Бахта       | Швеція (SWE)          | 4:12.59 |          |
| 7     | Лора Муір         | Велика Британія (GBR) | 4:12.88 |          |
| 8     | Давіт Сеяум       | Ефіопія (ETH)         | 4:13.14 |          |
| 9     | Бесу Садо         | Ефіопія (ETH)         | 4:13.58 |          |
| 10    | Софія Еннауі      | Польща (POL)          | 4:14.72 |          |
| 11    | Лора Вейтман      | Велика Британія (GBR) | 4:14.95 |          |
| 12    | Рабабе Арафі      | Марокко (MAR)         | 4:15.16 |          |